# Черногрязка (приток Городни)
Черногря́зка (Черногря́зье, Шу́бинский овраг, Шу́бин овраг, Сенинско́й овраг) — река в районе Царицыно города Москвы, левый приток Городни. Почти вся заключена в подземный коллектор.

## История
Река названа по деревне Чёрная Грязь (позже Царицыно, Ленино), которая находилась у впадения реки в Городню. На реке находилась деревня Хохловка (также Шубино, Петровка). Постоянный водоток был только в нижнем течении. На карте 1912 года показан также пруд перед пересечением железнодорожных путей. Пруд носил с XIX века название Хохловский (по деревне), был создан ещё в XVII веке, при владельцах территории Голицыных, в XVIII веке заболотился, в начале XIX века вновь расчищен, затем снова заболотился и был засыпан.

## Современное состояние
Исток реки — вблизи пересечения Кавказского бульвара с Луганской улицей. Протекает в коллекторе к востоку от Луганской улицы. Выходит на поверхность, вытекая из-под железной дороги Курского направления, есть два коротких участка в 15 и 20 метров перед впадением реки в Нижний Царицынский пруд. Ширина реки около 1 метра, у устья расширяется до 3-4 метров. На сохранившемся участке через реку переброшен пешеходный мост.